# Đinh đuk
Đinh Đuk là nhạc cụ hơi của vài dân tộc thiểu số ở Việt Nam. Nhìn chung, người Ba Na gọi nhạc cụ này là Đinh Tuk; riêng người Ba Na ở vùng Măng Giang gọi là "hi hơ", người Gia Rai gọi là "đinh dương".
Đinh Đuk là một bộ ống nứa nhỏ, rỗng hai đầu, tổng cộng từ 10 đến 13 ống với độ dài ngắn khác nhau (từ 14 đến 62 cm). Những ống này được bó tròn, một bên đầu của các ống xếp dài bằng nhau, bên còn lại tùy theo độ dài ngắn mà chìa ra. Mỗi ống phát ra một âm thanh. Người chơi nâng đinh đuk ngang tầm miệng (cách miệng 8 đến 10 cm), chúm môi thổi mạnh vào ống như cách dùng ống thổi lửa. Để tạo ra nhiều âm thanh khác nhau, họ giữ hơi thổi liên tục trong lúc đưa miệng sang những ống khác, cho hơi vào ống mà họ muốn phát ra âm thanh. Với cách thổi như thế, âm thanh của đinh đuk không chuẩn cao độ, nghe nhỏ và có nhiều tạp âm, nhưng gợi lên được cảm giác xa xăm, huyền bí.
Theo truyền thống, chỉ có nữ giới sử dụng đinh đuk. Họ thổi nhạc cụ này trong nhà hoặc ngoài sàn vào đêm khuya hay lúc gà gáy sáng trước khi giã gạo.